# Бгаратія джаната парті
Бгаратія джаната парті (гінді भारतीय जनता पार्टी, Bharatiya Janata Party, англ. Indian People's Party — «Народна партія Індії», BJP, БДП) — одна з двох провідних загальнонаціональних партій Індії (разом з Індійським національним конгресом). БДП відноситься до партій правого спектру; часто її характеризують як партію «індуїстського націоналізму». Іноді БДП вважають політичним крилом сімейства індуїстських націоналістичних організацій Санґх Парівар, ведучою з яких є Раштрія Сваямсевак Санґх — найбільша некомуністична організація у світі. Партія входила до правлячої коаліції з 1998 по 2004 рік, коли посаду прем'єр-міністра займав її член Атал Бігарі Ваджпаї, наразі є правлячою партією (прем'єр-міністр — Нарендра Моді, член БДП).

## Історія партії
Має своїми джерелами націоналістичні організації та рухи Індії кінця XIX — початку XX століття. У 1875 році був утворений Ар'я-самадж, що виступав за поступове, але необхідне зменшення впливу мусульманського населення Індії та династії Моголів на життя індусів. Згідно з поглядами цієї організації, християни та мусульмани Індії повинні були змінити свою релігію на індуїзм. 1907 року новий рух Хінду Сабха не лише підтримував вищенаведені ідеї Ар'я-самадж, але й відкрито виступав за звільнення Індії від британського панування, постулював необхідність захисту корів як священних для індуїстів тварин. Всі ці рухи призвели до того, що 1925 року були утворені Національні загони добровольців (RSS — Rashtriya Swayamsewak Sangh), що займались тренуванням добровольців, військовою муштрою, навчали молодиків оволодівати зброєю. Один із членів RSS N. V. Godse у 1948 році здійснив вбивство Магатма Ганді, чим спричинив заборону будь-якої подальшої політичної діяльності організації Національних загонів добровольців. У 1951 році 400 делегатів RSS та інших націоналістичних організацій тогочасної Індії затвердили статут нової організації — політичної партії Bharatiya Jana Sangh, де-факто попередника сучасної BJP. На своїх перших виборах незабаром після заснування партія отримала 3 місця в нижній палаті Парламенту Індії (виставивши на вибори 94 кандидати). Уже 1962 року партія отримала контроль над столичним муніципалітетом Делі (33 з 56 місць в Законодавчі збори Делі). З того часу поступово отримувала все більшу підтримку на загальнонаціональних та муніципальних виборах (наприклад, 1967 року досягла найвищого на той момент рівня підтримки — 9,4 % голосів виборців). У період Надзвичайного стану 1975—1977, введеного Індірою Ганді, партія вирішила об'єднатись з усіма іншими опозиційними до ІНК партіями та виступила на чергових виборах 1977 року єдиним блоком, чим гарантувала собі беззаперечну перемогу та право сформувати уряд. Уже 1980 року коаліція остаточно розпалася через значні внутрішні суперечки всередині коаліції (де були присутні партії абсолютно протилежних напрямків) і того ж року постала Bharatiya Janata Party («Народна партія Індії») вже в її сучасному вигляді. Наразі партія стабільно отримує друге місце на загальнонаціональних виборах, в деяких штатах Індії (Мадх'я-Прадеш, Махараштра) її підтримка особливо велика. У 2009 році партія отримала близько 33 % голосів виборців, на виборах-2014 її результат (станом на кінець квітня 2014 року) перевищує 18 %.